# Camacãs

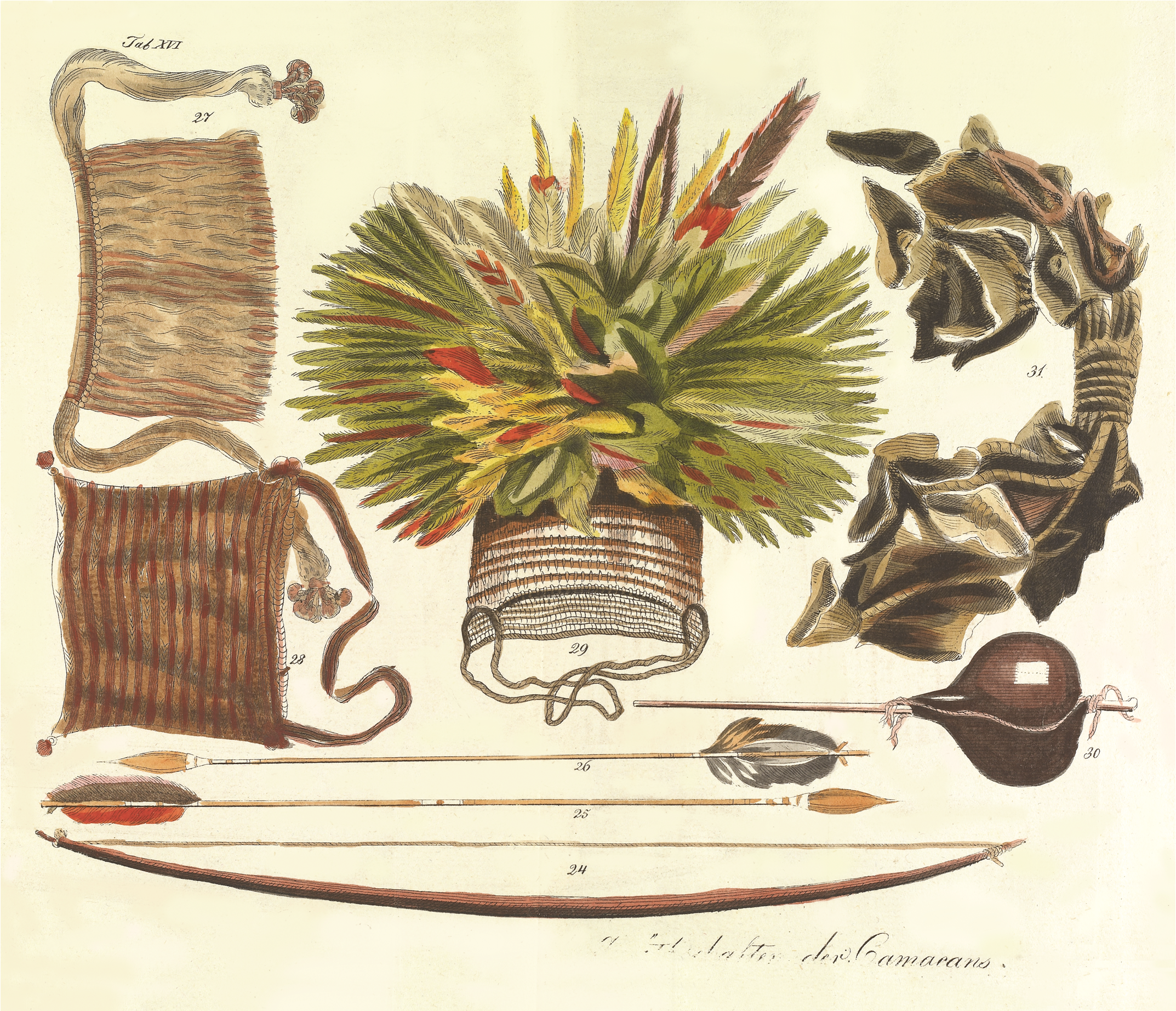
Ornamentos, utensílios e armas dos Camacãs, por Maximilian zu Wied-Neuwied. (Original sob a guarda doArquivo Nacional)

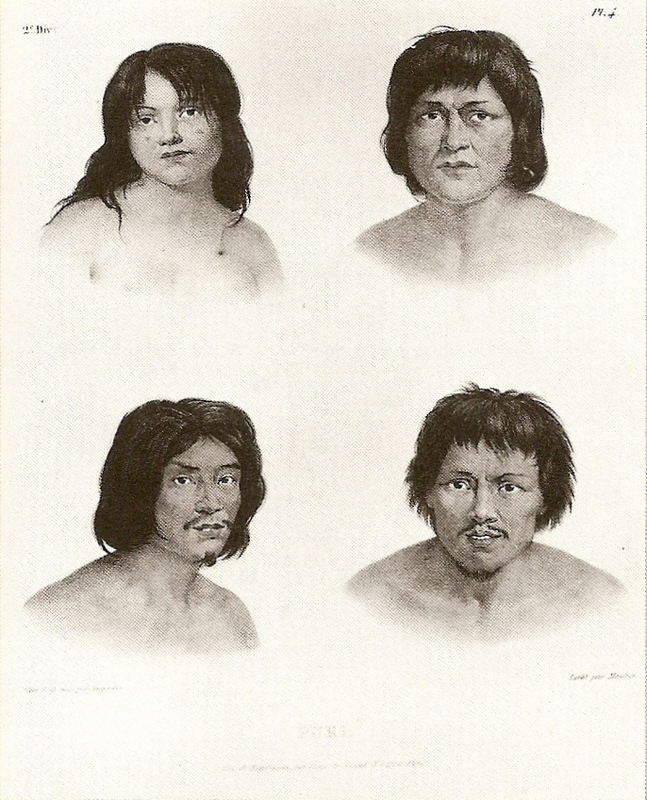
Camacãs (abaixo), por Rugendas.

Camacãs são um grupo indígena brasileiro que, no século XX, se fundiu com os antigos pataxós-hã-hã-hães, com os baenãs, os mongoiós, os sapuiás-quiriris e parte dos geréns e dos tupiniquins, passando a identificar-se desde então como pataxós-hã-hã-hães.